# Stazione meteorologica di Pratica di Mare
La stazione meteorologica di Pratica di Mare è la stazione meteorologica di riferimento per il servizio meteorologico dell'Aeronautica Militare e per l'Organizzazione Mondiale della Meteorologia, relativa al tratto meridionale del litorale romano, essendo situata presso la base aerea di Pratica di Mare.

## Caratteristiche
La stazione meteorologica è situata nell'Italia centrale, in provincia di Roma, nel comune di Pomezia, a 12 metri s.l.m. e alle coordinate geografiche 41°39′20.12″N 12°26′57.89″E.
Oltre a rilevare i dati 24 ore su 24 su temperatura, precipitazioni, umidità relativa,  direzione e velocità del vento, quella di Pratica di Mare è una delle sei stazioni del Servizio Meteorologico dell'Aeronautica Militare su un totale di otto stazioni italiane in cui vengono effettuate osservazioni in quota grazie ai radiosondaggi, con un almeno due lanci di palloni sonda al giorno (alle ore 0 e alle ore 12 UTC); prima dell'attivazione della stazione aerologica, i radiosondaggi venivano effettuati presso la stazione meteorologica di Roma Ciampino.
Inoltre, l'ubicazione della stazione meteorologica è nei pressi della sede del Centro Nazionale di Meteorologia e Climatologia Aeronautica (CNMCA) del Servizio Meteorologico dell'Aeronautica Militare, all'interno dell'area dell'aeroporto di Pratica di Mare.
Dal 2015 presso il sedime aeroportuale di Pratica di Mare ha sede anche il Centro Operativo per la Meteorologia (COMET), alle dirette dipendenze  della 9ª Brigata Aerea "Intelligence, Surveillance, Target Acquisition and Reconnaissance - Electronic Warfare" (ISTAR-EW).

## Medie climatiche ufficiali

### Dati climatologici 1971-2000
In base alle medie climatiche relative al trentennio 1971-2000, le più recenti in uso, la temperatura media del mese più freddo, gennaio, è di 8,7 °C, mentre quella del mese più caldo, agosto, è di 23,4 °C; mediamente si contano 8 giorni di gelo all'anno e 13 giorni annui con temperatura massima uguale o superiore a 30 °C. Nel trentennio esaminato, i valori estremi di temperatura sono i +36,8 °C del settembre 1975 e i -6,6 °C del gennaio 1979.
Le precipitazioni medie annue si attestano a 811 mm, mediamente distribuite in 75 giorni, con minimo tra la tarda primavera e l'estate, picco massimo in autunno e massimo secondario in inverno.
L'umidità relativa media annua fa registrare il valore di 76,8% con minimi di 75% a febbraio, a marzo e ad agosto e massimi di 78% ad aprile, a maggio, ad ottobre, a novembre e a dicembre; mediamente si contano 8 giorni annui con episodi nebbiosi.
Di seguito è riportata la tabella con le medie climatiche e i valori massimi e minimi assoluti registrati nel trentennio 1971-2000 e pubblicati nell'Atlante Climatico d'Italia del Servizio Meteorologico dell'Aeronautica Militare relativo al medesimo trentennio.
| Pratica di Mare (1971-2000)     | Mesi        | Mesi        | Mesi        | Mesi        | Mesi        | Mesi        | Mesi        | Mesi        | Mesi        | Mesi        | Mesi        | Mesi        | Stagioni | Stagioni | Stagioni | Stagioni | Anno  |
| Pratica di Mare (1971-2000)     | Gen         | Feb         | Mar         | Apr         | Mag         | Giu         | Lug         | Ago         | Set         | Ott         | Nov         | Dic         | Inv      | Pri      | Est      | Aut      | Anno  |
| ------------------------------- | ----------- | ----------- | ----------- | ----------- | ----------- | ----------- | ----------- | ----------- | ----------- | ----------- | ----------- | ----------- | -------- | -------- | -------- | -------- | ----- |
| T. max. media (°C)              | 12,9        | 13,4        | 15,0        | 17,0        | 21,3        | 25,1        | 28,0        | 28,5        | 25,5        | 21,6        | 16,9        | 13,8        | 13,4     | 17,8     | 27,2     | 21,3     | 19,9  |
| T. min. media (°C)              | 4,4         | 4,4         | 5,6         | 7,8         | 11,5        | 15,0        | 17,6        | 18,2        | 15,8        | 12,6        | 8,3         | 5,6         | 4,8      | 8,3      | 16,9     | 12,2     | 10,6  |
| T. max. assoluta (°C)           | 18,0 (1996) | 20,0 (1991) | 25,0 (1991) | 25,0 (2000) | 30,6 (1990) | 35,6 (1982) | 36,2 (1987) | 35,0 (1999) | 36,8 (1975) | 29,4 (1990) | 24,2 (1992) | 20,0 (1989) | 20,0     | 30,6     | 36,2     | 36,8     | 36,8  |
| T. min. assoluta (°C)           | −6,6 (1979) | −3,9 (1979) | −5,6 (1963) | −0,8 (1973) | 4,6 (1991)  | 7,6 (1975)  | 10,4 (1991) | 10,0 (1977) | 7,0 (1984)  | 1,3 (1974)  | −4,0 (1973) | −3,4 (1996) | −6,6     | −5,6     | 7,6      | −4,0     | −6,6  |
| Giorni di calura (Tmax ≥ 30 °C) | 0           | 0           | 0           | 0           | 0           | 0           | 5           | 8           | 0           | 0           | 0           | 0           | 0        | 0        | 13       | 0        | 13    |
| Giorni di gelo (Tmin ≤ 0 °C)    | 3           | 2           | 1           | 0           | 0           | 0           | 0           | 0           | 0           | 0           | 0           | 2           | 7        | 1        | 0        | 0        | 8     |
| Precipitazioni (mm)             | 70,6        | 78,3        | 62,8        | 71,2        | 34,1        | 23,8        | 9,5         | 27,7        | 84,0        | 136,9       | 122,1       | 90,4        | 239,3    | 168,1    | 61,0     | 343,0    | 811,4 |
| Giorni di pioggia               | 8           | 8           | 7           | 8           | 5           | 3           | 1           | 2           | 5           | 9           | 10          | 9           | 25       | 20       | 6        | 24       | 75    |
| Giorni di nebbia                | 0           | 1           | 1           | 1           | 1           | 0           | 1           | 1           | 1           | 0           | 0           | 1           | 2        | 3        | 2        | 1        | 8     |
| Umidità relativa media (%)      | 77          | 75          | 75          | 78          | 78          | 77          | 76          | 75          | 77          | 78          | 78          | 78          | 76,7     | 77       | 76       | 77,7     | 76,8  |

### Dati climatologici 1961-1990
Secondo i dati medi del trentennio 1961-1990, ancora in uso per l'Organizzazione meteorologica mondiale e definito Climate Normal (CLINO), la temperatura media del mese più freddo, gennaio, è di +8,4 °C, mentre quella del mese più caldo, agosto, si attesta a +22,8 °C; mediamente, si verificano 12 giorni di gelo all'anno. Nel medesimo trentennio, la temperatura minima assoluta ha toccato i -6,6 °C nel gennaio 1979 (media delle minime assolute annue di -3,0 °C), mentre la massima assoluta ha fatto registrare i +37,0 °C nel luglio 1964 (media delle massime assolute annue di +33,2 °C).
La nuvolosità media annua si attesta a 3,4 okta, con minimo di 1,7 okta a luglio e massimi di 4,3 okta a gennaio e a febbraio.
Le precipitazioni medie annue superano di poco gli 800 mm, distribuite mediamente in 78 giorni, con un picco tra l'autunno e l'inverno ed un minimo estivo.
L'umidità relativa media annua è di 76,2% con minimi di 74% a marzo e a luglio e massimi di 78% a maggio e a dicembre.
Il vento presenta una velocità media annua di 4,4 m/s, con minimo di 4 m/s a giugno e massimi di 4,7 m/s a dicembre, a febbraio e a marzo; le direzioni prevalenti sono di grecale a gennaio, ad ottobre e a dicembre, di scirocco a febbraio, a marzo e a novembre, di ponente tra aprile e settembre.
| Pratica di Mare (1961-1990)  | Mesi        | Mesi        | Mesi        | Mesi        | Mesi        | Mesi        | Mesi        | Mesi        | Mesi        | Mesi        | Mesi        | Mesi        | Stagioni | Stagioni | Stagioni | Stagioni | Anno  |
| Pratica di Mare (1961-1990)  | Gen         | Feb         | Mar         | Apr         | Mag         | Giu         | Lug         | Ago         | Set         | Ott         | Nov         | Dic         | Inv      | Pri      | Est      | Aut      | Anno  |
| ---------------------------- | ----------- | ----------- | ----------- | ----------- | ----------- | ----------- | ----------- | ----------- | ----------- | ----------- | ----------- | ----------- | -------- | -------- | -------- | -------- | ----- |
| T. max. media (°C)           | 12,7        | 13,3        | 14,7        | 17,2        | 21,8        | 24,8        | 27,8        | 28,0        | 25,4        | 21,6        | 17,0        | 13,7        | 13,2     | 17,9     | 26,9     | 21,3     | 19,8  |
| T. min. media (°C)           | 4,0         | 4,5         | 5,5         | 7,6         | 11,0        | 14,4        | 17,1        | 17,5        | 15,4        | 12,2        | 8,4         | 5,4         | 4,6      | 8,0      | 16,3     | 12,0     | 10,3  |
| T. max. assoluta (°C)        | 20,0 (1962) | 20,0 (1990) | 24,2 (1981) | 25,2 (1970) | 30,6 (1990) | 35,6 (1982) | 37,0 (1964) | 34,6 (1981) | 36,8 (1975) | 29,4 (1990) | 25,2 (1964) | 20,0 (1989) | 20,0     | 30,6     | 37,0     | 36,8     | 37,0  |
| T. min. assoluta (°C)        | −6,6 (1979) | −4,1 (1964) | −5,6 (1963) | −0,8 (1973) | 0,8 (1962)  | 5,6 (1962)  | 10,5 (1970) | 10,0 (1977) | 7,0 (1984)  | 1,3 (1974)  | −4,0 (1973) | −3,5 (1964) | −6,6     | −5,6     | 5,6      | −4,0     | −6,6  |
| Giorni di gelo (Tmin ≤ 0 °C) | 4           | 3           | 2           | 0           | 0           | 0           | 0           | 0           | 0           | 0           | 0           | 2           | 9        | 2        | 0        | 0        | 11    |
| Nuvolosità (okta al giorno)  | 4,3         | 4,3         | 4,2         | 4,1         | 3,4         | 2,8         | 1,7         | 2,0         | 2,6         | 3,1         | 4,1         | 4,2         | 4,3      | 3,9      | 2,2      | 3,3      | 3,4   |
| Precipitazioni (mm)          | 75,0        | 81,4        | 72,4        | 59,6        | 36,7        | 28,5        | 11,2        | 29,7        | 77,0        | 121,3       | 119,4       | 107,3       | 263,7    | 168,7    | 69,4     | 317,7    | 819,5 |
| Giorni di pioggia            | 8           | 8           | 9           | 8           | 5           | 3           | 2           | 3           | 5           | 7           | 10          | 10          | 26       | 22       | 8        | 22       | 78    |
| Umidità relativa media (%)   | 76          | 76          | 74          | 77          | 78          | 76          | 74          | 75          | 76          | 77          | 77          | 78          | 76,7     | 76,3     | 75       | 76,7     | 76,2  |
| Vento (direzione-m/s)        | NE 4,6      | SE 4,7      | SE 4,7      | W 4,5       | W 4,2       | W 4,0       | W 4,1       | W 4,2       | W 4,2       | NE 4,2      | SE 4,6      | NE 4,7      | 4,7      | 4,5      | 4,1      | 4,3      | 4,4   |

## Valori estremi

### Temperature estreme mensili dal 1960 ad oggi
Nella tabella sottostante sono riportate le temperature massime e minime assolute mensili, stagionali ed annuali dal 1960 ad oggi, con il relativo anno in cui si queste si sono registrate. La massima assoluta del periodo esaminato di +38,6 °C è dell'agosto 2007, mentre la minima assoluta di -6,6 °C risale al gennaio 1979.
| Pratica di Mare (1960-2023) | Mesi        | Mesi        | Mesi        | Mesi        | Mesi        | Mesi        | Mesi        | Mesi        | Mesi        | Mesi        | Mesi        | Mesi        | Stagioni | Stagioni | Stagioni | Stagioni | Anno |
| Pratica di Mare (1960-2023) | Gen         | Feb         | Mar         | Apr         | Mag         | Giu         | Lug         | Ago         | Set         | Ott         | Nov         | Dic         | Inv      | Pri      | Est      | Aut      | Anno |
| --------------------------- | ----------- | ----------- | ----------- | ----------- | ----------- | ----------- | ----------- | ----------- | ----------- | ----------- | ----------- | ----------- | -------- | -------- | -------- | -------- | ---- |
| T. max. assoluta (°C)       | 20,4 (2018) | 22,4 (2019) | 25,0 (1991) | 28,6 (2003) | 32,6 (2022) | 38,2 (2022) | 37,0 (1964) | 38,6 (2007) | 36,8 (1975) | 30,8 (2023) | 25,4 (2004) | 21,2 (2014) | 22,4     | 32,6     | 38,6     | 36,8     | 38,6 |
| T. min. assoluta (°C)       | −6,6 (1979) | −4,1 (1964) | −5,6 (1963) | −0,8 (1973) | 0,8 (1962)  | 5,6 (1962)  | 10,4 (1991) | 10,0 (1977) | 7,0 (1984)  | 1,3 (1974)  | −4,0 (1973) | −4,2 (2010) | −6,6     | −5,6     | 5,6      | −4,0     | −6,6 |